# Хазары (список персоналий)
Ниже перечисляются все известные по имени хазары и деятели Хазарского каганата, а также лица, в отношении которых c разной степенью уверенности можно предполагать хазарское этническое происхождение. Для VII века в список включены западные тюркюты, так как между ними и ранними хазарами в историографии нет чёткой границы. Звёздочкой отмечены случаи, когда в качестве имени собственного выступает титул. Из-за отсутствия собственно хазарских письменных памятников все имена дошли до нас в иноязычной передаче.

## Общие замечания
О верховных правителях Хазарии — каганах — сохранилось крайне мало сведений, несколько их имён упоминается в византийских и арабских источниках. Достоверно известны четыре кагана, правивших в VIII—IX веках (Ибузир Гляван, Вирхор, Багатур, Захария) и один принц, не взошедший на престол (Барджиль, вар. Барсбек). Один каган и его сын известны для VII века, но их имена в сохранившейся форме являются титулами и, возможно, данных династов следует считать владыками Западно-Тюркского каганата. Фрагмент ещё одного имени сохранился на эпиграфической надписи из Крыма. Один из ранних хазарских вождей, живший в VI веке, известен из древнетюркских текстов.
Представители второй по значимости должности — беки или цари-заместители известны лучше. Их список приводится в письме царя Иосифа, правившего накануне разгрома Хазарии в 60-е гг. X века. Список не содержит датировок, он начинается с родоначальника династии — Булана, жившего, предположительно, в 1-й половине VIII века, и его потомка Обадии, при котором царская должность, вероятно, стала наследственной и каганы были оттеснены от управления. Список известен в нескольких версиях, наиболее полной считается версия пространной редакции письма. При этом из-за отсутствия параллельных материалов и хронологических проблем, не исключено, что серединная часть перечня может являться фиктивной. Некоторые биографические сведения, касающиеся последних трёх царей (самого Иосифа, его отца — Аарона II и деда — Вениамина), содержатся в письме неизвестного хазарского еврея (см. Еврейско-хазарская переписка). Там же первый правитель, перешедший в иудаизм (не ясно Булан или Обадия), назван еврейским именем Сабриель. По-видимому, после обращения в иудаизм все правители носили два имени: языческое тюркское и еврейское.
В арабских и армянских источниках упоминается ряд хазарских военачальников. Некоторые из них имели хорезмийское происхождение, так как ударную часть хазарской армии составляли выходцы из этой страны. Византийские источники называют нескольких чиновников в крымских городах.
Все известные по имени хазарские женщины принадлежат к царственному дому каганов и беков. Они носили традиционный у тюркских народов титул хатун. По некоторым сведениям, одна из женщин — мать кагана по имени Парсбит — находилась у власти в период междуцарствия в 730—731 году. Но полной уверенности в этом нет, так как о ней сообщается только в одном источнике, а её имя подозрительно похоже на имя принца Барсбека и может быть плодом ошибки хрониста.
В Арабском халифате выходцы из Хазарии носили нисбу «ал-Хазари». Лица с этим обозначением не обязательно были этническими хазарами, но для многих из них, включая двух наиболее известных военачальников — Бугу Старшего и Исхака Кундаджа, хазарская принадлежность подтверждается дополнительными данными. В 1-й трети IX века из проданных в рабство хазар (гулямов) халифы сформировали личную гвардию, члены которой вскоре достигли высокого политического положения. Их влияние продолжалось до начала X века, после чего они уступили лидирующую роль другим группировкам тюрок.
В Византии хазарские солдаты несли службу в одной из трёх этерий императорской гвардии в Константинополе. Крещёные представители хазарской знати становились византийскими чиновниками. Возможно, самым высокопоставленным из них был патриарх Фотий. Его родители не были хазарами, но он мог иметь хазарские корни, так как однажды был презрительно назван «хазарской рожей». Хазарским по происхождению традиционно считается тюркский род Цул, представители которого в X—XI веках занимали должности в Крыму.
На Руси хазаро-еврейская община существовала в Киеве. Её состав известен из Киевского письма X века. В нём упоминается 12 человек, часть из них имеет тюркские имена, либо еврейские внебиблейские имена, характерные для Хазарии. Позднее в «Повести временных лет» упоминается воевода по имени Казарин, а в надписи на стене в киевском Софийском соборе — тюрок из Белой Вежи (бывшего хазарского города Саркела) священник Тятькюш.
Сохранившиеся имена хазар составляют основную часть известных слов хазарского языка. Они дают ценнейший материал для изучения этнической принадлежности хазар и их конфессиональной истории. Наиболее полная сводка оригинальных имён составлена американским тюркологом П. Голденом. Особенности комплекса еврейских имён исследованы гебраистом Н. Голбом.

## Ранние правители
- Кадыр Касар[8]
  - Вождь, упоминаемый в древнетюркских эпитафиях. Жил в эпоху кагана Бумына, 2-я пол VI в.[9]
- Зиевил*[10] (Джебукаган[11], Ябгу[12], Джембуху[13], Тчепетух[13], Синджибу[14])
  - Наместник западно-тюркского кагана. Правил хазарами во время ирано-византийской войны, уп. 626—630[15].

## Каганы
- Ибузир Гляван[16]
  - Правил во время ссылки Юстиниана II, уп. 704—711[17].
- Вирхор[18]
  - Каган, чья дочь Чичак вышла замуж за будущего византийского императора Константина V, уп. 730-е — 750-е гг.[19]
- Багатур[20]
  - Выдал дочь замуж за арабского наместника Армении (759), при нём состоялся набег хазар на Закавказье в 762/763[21].
- Захария (?)[22]
  - Правил во время визита Константина Философа в Хазарию, уп. 860—861[23].
- ?..ут
  - Время правления неизвестно. Фрагмент имени из эпиграфической надписи в Горном Крыму, VIII или IX век[24].

## Беки (цари-заместители)
Языческие имена
- Язид Булаш[25] (?)
  - Упомянут ал-Йа’куби в связи с событиями VI века в сочинении конца IX века[26].
- К-са ибн Булджан[27]
  - Упомянут в «Истории Дербента», 901[28].

Еврейские имена
- Обадия[29]
  - Потомок Булана. Считается современником халифа Харуна ар-Рашида (786—809)[30].
- Езекия[29]
  - Сын Обадии.
- Манассия I[29]
  - Сын Езекии.
- Ханукка[29]
  - Брат Обадии.
- Исаак[29]
  - Сын Ханукки.
- Завулон[29]
  - Сын Исаака.
- Манассия II (Моисей)[29]
  - Сын Завулона.
- Нисси[29]
  - Сын Манассии II
- Аарон I[29]
  - Сын Нисси.
- Менахем[29]
  - Сын Аарона I
- Вениамин[29][31]
  - Сын Менахема, правил в 880-е — 900-е[32].
- Аарон II[29][31]
  - Сын Вениамина, правил в 900-е — 930-е[32].
- Иосиф[29][31]
  - Сын Аарона, правил после 932 — 960-е[32].

## Царственный дом
- Барджиль[33] (Барсбек[20], Барджик[33], Пашенк[34], Фетх[35])
  - Сын кагана, возглавлял хазарские походы в Закавказье, уп. с 722. Убит в сражении в конце 730 или начале 731[36].
- Парсбит[37]
  - Мать умершего кагана, регентша при его наследнике в 730/731[38].
- Серах[31]
  - Жена Сабриеля.
- Суб-т
  - Дочь кагана, невеста наместника Армении ал-Фадла Бармакида, ум. 798/799[39].
- Феодора[10] (в крещении)
  - Сестра кагана Ибузира Глявана, жена Юстиниана II, 704—711[40].
- Хатун*[41]
  - Жена кагана, из народа барсилов, уп. сер. VII в.[42]
- Хатун*[20][37]
  - Дочь кагана Багатура, жена наместника Армении Язида ибн Усайда (759), ум. в 762[21].
- Хатун*[43]
  - Сестра кагана или бека, успокоила народ во время голода в Итиле, между 813 и 818[44].
- Чичак[45] (в крещении Ирина)
  - Дочь кагана Вирхора. Жена византийского императора Константина V, брак 732 — ум. 752[46].
- Шат*[11]
  - Молодой сын Зиевила, возглавлял походы в Закавказье, уп. 626—630[47].

## Военачальники
- Алп-Тархан*[37]
  - Командир хазарского отряда в 713/714[48].
- Ахмад б. Куйя (Ахмад б. Кувейх)[49]
  - Визирь, начальник гвардии ал-ларисия в 943/944[50].
- Куйя[49]
  - Отец Ахмада, вероятно его предшественник на посту главы гвардии ал-ларисия[51].
- Блучан (Булджан, Булхан)[12]
  - Командир хазарской армии в походе на Грузию, VIII век (763/764?)[52]
- Булан[29]
  - Родоночальник династии беков. Участвовал в походе на Ардебиль в 730 году. Инициатор обращения в иудаизм в 740 году[53].
- Рас-тархан*[25] (Раж-тархан[37], Ас-тархан[14])
  - Командир хазарской армии в походе на Закавказье в 764/765[54].
- Сабриель (Савриил)[31]
  - Идентичен Булану или Обадии. Инициатор обращения в иудаизм, полководец, провозглашённый за заслуги царём[55].
- Салифан*[27]
  - Командир хазарской армии в походе на Дербент в 916[28].
- Тармач[37]
  - Командир хазарской армии в походе на Закавказье в 730[56].
- Хазар-тархан*[20][33]
  - Командир хазарской армии в 737, убит арабами[57].
- Чорпан-тархан[11]
  - Командир хазарского отряда в 630[58].

## Наместники и чиновники
- Валгиц*[10]
  - Наместник Боспора, уп. 705
- Из (Изу)[24]
  - Тудун в Горном Крыму (Доросе?), VIII или IX век
- Папац[10]
  - Личный представитель кагана при Юстиниане II, 705.
- Песах[31]
  - Наместник Боспора, воевал против русов, захвативших Самкерц, и Византии, 930-е гг.
- Тудун*[10][59] (Тондун*[59])
  - Наместник в Херсоне, уп. 711.
- Чаткасар[11]
  - Постельник при князе кавказских гуннов Алп-Илитвере, уп. 682[60].
- Юрий Тархан[61]
  - Наместник в Сугдее, сер. IX века[62].

## Дети от династических браков
- Тиверий
  - Сын Юстиниана II и хазарской принцессы Феодоры, годы жизни 705—711.
- Лев IV Хазар
  - Император Византии (775—780). Сын императора Константина V и хазарской принцессы Чичак, годы жизни 750—780.
- Леон II
  - Царь Абхазии, сын царя Феодосия и дочери хазарского кагана, годы жизни 767—811.

## Деятели хазарского происхождения в других странах

### Арабский халифат
- Абд Аллах ибн ‘Иса ал-Хазари
- Ахмад ибн Муса ал-Багдади ал-Хазари
- ‘Айаш ибн ал-Хасан ал-Багдади ал-Хазари[63]
  - Учёные-хадисоведы хазарского происхождения, жившие в Ираке в конце VIII — начале IX вв[64][65].
- Асим ал-Укайли ал-Хазари (ал-Джазири)
  - Командир в армии Омейадского халифата. В 731 году лазутчик, знавший хазарский язык. В 737 командовал арабской армией в Битве за обоз в войне с Тюргешским каганатом в Хорасане. В конце карьеры губернатор Систана. Ум. 743[64][66].
- Буга ал-Кабир (Буга Старший)[67]
  - Был захвачен в плен в Хорасане. Первыми его владельцами были губернаторы Хорасана ал-Фадл б. Сахл и Гассан б. Аббад, затем ал-Хасан б. Сахл. В 819/820 вместе с детьми был куплен будущим халифом Мутасимом. Стал ведущим военачальником Аббасидского халифата. В 853/854 во главе арабской армии совершил поход в Хазарию. Годы жизни ок. 775—862[64].
- Васиф ибн Сувартегин ал-Хазари
  - Хаджиб (камергер) при халифах Мутаваккиле и Мутасиме, ум. 865[64].
- Исхак ибн Кундадж ал-Хазари (Исхак ибн Кундаджик)[14][68][69]
  - Высокопоставленный военачальник Аббасидского халифата, наместник в Египте и Сирии, ум. 891. По одним сведениям, упоминается как житель хазарских городов Беленджера и Семендера (был удостоен там воинских почестей). По другим данным, его род утвердился на халифской службе с нач. VIII века, предок принадлежал к числу 50 хазар, захваченных в плен в 717/718[64][70].
- Итах (Инак)
  - Гулям. Начал службу поваром. В разное время наместник Хоросана, Йемена, Египта. Хаджиб при халифе Мутаваккиле. Куплен в 815, ум. 849[64].
- Муса ибн Буга ал-Кабир, ум. 877
- Мухаммад ибн Буга ал-Кабир
- Кайгалаг (Кайкалаг)
  - Дети Буги ал-Кабира[64].
- Ра’ик ал-Хазари
  - Командир в армии Аббасидского халифата, нач. X века[64].
- Салих ибн Васиф
  - Сын Васифа. Визирь при халифах ал-Мутаззе и ал-Мухтади.
- Сима ал-Хазари
  - Командир в армии Аббасидского халифата, нач. X века[64].
- Такин ал-Хазари
  - Военачальник Аббасидского халифата. Трижды был губернатором Египта, ум. 933[71]
- Утамиш ибн Кут Эркин
  - Племянник Буги ал-Кабира, рождён в Ираке. Визирь при халифе ал-Мустаине, ум. 863[64].
- Харун ибн Сувартегин
  - Брат Васифа[64].
- Хазар (в др. источниках Утаб)
  - Невольница, мать халифа Ат-Таи Лиллаха. Тюркского (по др. данным, греческого) происхождения[72].

### Византия
- Андрей[73]
  - Доместик схол, военачальник и государственный деятель при первых императорах Македонской династии. Начинал службу в этерии. Годы жизни ок. 860 — после 887[74].
- Гапр [сын] Казариби[24]
  - Строитель из Херсона. Упомянут в эпиграфической надписи, сообщающей об освящении церкви, VIII или IX век.
- Лазарь
  - Иконописец из Константинополя, ум. ок. 857[75].
- Тузник[76]
  - Начальник хазарского отряда в Константинополе, уп. 958[64].
- Фотий
  - Константинопольский патриарх (858—867 и 877—886), годы жизни ок. 820—896[77].
- Георгий Цула[78]
  - Мятежный стратиг Херсона, разбит Византией и Русью в 1016[79].
- Цула-бег[80]
  - Заместитель стратига (топотирит), упомянут в строительной надписи в Мангупе, 994/995[81].
- Игнатий Цула
- Феофилакт Цула
- Мосик Цула
  - Должности неизвестны, 2-я пол. X века[81].
- Михаил Цула
  - Спафарий, кон. X — нач. XI веков[81].
- Лев Цула
  - Протоспафарий и стратиг Херсона, 2-я пол. X века[81].
- Фотин Цула
  - 2-я пол. XI века[81].
- Иоанн Цула
  - Императорский нотарий, 2-я пол. XI века[81].

### Волжская Булгария
- Абдаллах ибн-Башту ал-Хазари[82]
  - Глава булгарского посольства к халифу аль-Муктадиру в 921[83].

### Киевская Русь
- Казарин[84] (Иванко Захарьич Казарин?[85])
  - Воевода киевского князя Святополка, участвовал в походе на половцев в 1106.
- Тятькюш[86]
  - Попин из Белой Вежи, 2-я пол. XI века[87].

## Члены иудейской общины Киева с тюркскими и нетипичными еврейскими именами
Тюркские имена записаны без огласовки, в скобках варианты их чтения, предложенные историками.
- Яаков бен Ханукка[88][89]
- …Эль бар MNS (…Эль бар Манас[89])
- GWSTT бар KYBR Коген (Гостята[90] или Госта бар Кьябар Коген[89])
- Иуда по прозвищу SWRTH (Иуда по прозвищу Северята[90] или Саварта[89])
- QWFYN бар Иосиф (Кофин бар Иосиф[89])
- MNR бар Самуил (Ман..? бар Самуил[89])
- Ханукка бар Моисей [89]
- Синай[91] бар Самуил[89]
  - Упоминаются в Киевском письме X века.

## Евреи выходцы из Хазарии
- Амран[92]
  - Слепой хазарский еврей, посетивший Испанию, сер. X в.[93]
- Кембриджский Аноним[31][94]
  - Не известный по имени придворный царя Иосифа, автор послания к Хасдаю ибн Шапруту. На момент составления письма находился в Константинополе, сер. X века.
- Исаак ха-Сангари[95] (Замбрий[22][96])
  - Еврейский проповедник при дворе хазарского правителя, участвовавший в религиозном диспуте, 740 или 861.
- Соломон бен Руи
  - Проповедник мессианского движения в Курдистане. Возможно, выходец с Северного Кавказа или Крыма. Отец Давида Алроя, сер. XII в.[97]